# Hans Weingartner
Hans Weingartner (ur. 2 listopada 1977 w Feldkirch) – austriacki reżyser, scenarzysta i producent filmowy.

## Życiorys
Studiował fizykę i neurobiologię w Wiedniu oraz Berlinie, gdzie uzyskał dyplom. Równolegle uczył się rzemiosła filmowego i ukończył dyplom asystenta operatora. Później studiował film na Kunsthochschule für Medien w Kolonii. Filmy krótkometrażowe realizował już w latach 90., w pełnym metrażu zadebiutował na początku następnej dekady obrazem Biały szum (2001). 
Rozgłos przyniósł mu kolejny film Edukatorzy (2004) z Danielem Brühlem, Julią Jentsch i Stipe Ercegiem w rolach głównych. Była to opowieść o trójce młodych buntowników, których idealizm zostaje wystawiony na próbę w obliczu kryzysowej sytuacji. 
Akcję swojego trzeciego filmu fabularnego, Free Rainer (2007) z Moritzem Bleibtreu w roli głównej, Weingartner osadził w świecie telewizji.

## Wybrana filmografia

### Reżyser
- 2000: Biały szum (Das weisse Rauschen)
- 2004: Edukatorzy (Die fetten Jahre sind vorbei)
- 2007: Free Rainer